# Królikowo (województwo kujawsko-pomorskie)
Królikowo – wieś w Polsce położona w województwie kujawsko-pomorskim, w powiecie nakielskim, w gminie Szubin. 
Wieś stanowi centrum życia społeczno–gospodarczego dla kilku okolicznych miejscowości. Znajduje się w niej Spółdzielnia  Kółek Rolniczych (SKR), Gminna Samopomoc, 3 sklepy spożywcze, remiza Ochotniczej Straży Pożarnej, szkoła podstawowa z dwoma oddziałami przedszkolnymi, ośrodek zdrowia, a także stacja benzynowa. 

## Demografia
Liczy według Narodowego Spisu Powszechnego (2022 r.) 518 mieszkańców. 

## Podział administracyjny
Do 1954 roku miejscowość była siedzibą gminy Królikowo. W latach 1954–1972 wieś należała i była siedzibą władz gromady Królikowo. W latach 1975–1998 miejscowość administracyjnie należała do województwa bydgoskiego.

## Zabytki
- XIX-wieczny pałac (obecnie szkoła podstawowa) z resztkami parku i neogotycką bramą parkową
- zabytkowy budynek poczty (znajdujący się w nim urząd pocztowy zlikwidowano w 2005 r.)
- cmentarz poewangelicki z przełomu XIX I XX wieku, Na którym spoczywają liczni dawni mieszkańcy Królikowa. Cmentarz został uporządkowany i oznakowany w 2017 roku przez lokalną społeczność przy współpracy z potomkami mieszkańców Królikowa którzy obecnie mieszkają na terenie Niemiec.

## Ludzie związani z Królikowem
- Ludwik Maciejewski (ur. 20 sierpnia 1890 w Królikowie, zm. 18 grudnia 1964 w Katowicach) – polski działacz niepodległościowy i związkowy, polityk, senator w II RP.
- Krzysztof Grysa (ur. 26 października 1946 w Królikowie) – polski naukowiec, profesor nauk technicznych, prorektor Politechniki Świętokrzyskiej w latach 1990–1996 i 2012–2016.

## Odznaczenia
- Order Odrodzenia Polski V klasy (1984)[5]